# Die Fledermaus (1923)
Die Fledermaus ist ein deutscher Stummfilm von 1923 unter der Regie von Max Mack. Die Hauptrollen sind besetzt mit Eva May, Harry Liedtke, Lya de Putti und Paul Heidemann. Das Drehbuch basiert auf der Vorlage von Karl Haffners und Richard Genées Libretti zur gleichnamigen Operette von Johann Strauss. 

## Handlung
Um 1870: Als Gabriel von Eisenstein eine Arreststrafe antreten muss, amüsiert er sich auf Rat seines Freundes Dr. Falke zuvor nach ein wenig. Er ahnt ja nicht, dass Falke sich für einen früheren Streich, den von Eisenstein ihm gespielt hat, revanchieren will. Von Eisensteins Frau Rosalinde kommt die vermeintliche Arrestierung ihres Mannes ganz gelegen, so kann sie sich ungestört mit dem Gesangslehrer Alfred vergnügen. Zuvor hat sie ihrem Kammermädchen Adele noch freigegeben. Ungelegen kommt es Rosalinde allerdings, dass Gefängnisdirektor Frank persönlich bei ihr auftaucht, um ihren Mann abzuholen. Um nicht in ein schiefes Licht zu geraten, bleibt Alfred mit Rücksicht auf seine Geliebte nichts anderes übrig, als sich als ihr Mann auszugeben. Demzufolge landet er nun anstelle von Gabriel von Eisenstein im Gefängnis.
Inzwischen amüsiert man sich im Salon des Prinzen Orlofsky vorzüglich. Eisenstein tritt in einer Rolle auf, ebenso wie eine junge Künstlerin, die als Olga vorgestellt wird, von Eisenstein jedoch als das Kammermädchen Adele seiner Frau identifiziert wird, auch wenn die junge Dame das in Abrede stellt. Auch Gefängnisdirektor Frank ist anwesend, ebenso wie die als ungarische Gräfin verkleidete Rosalinde. Dr. Falke hat dafür gesorgt, dass sie kommt mit dem dezenten Hinweis, dass auch ihr Mann anwesend sei. Dieser erkennt seine Frau nicht und ist von der „ungarischen Gräfin“ hingerissen. Rosalinde entwendet ihrem Mann, den sie natürlich, trotz Verkleidung, erkannt hat, eine Taschenuhr. Da dem Champagner reichlich zugesprochen wird, gibt Eisenstein in angeheitertem Zustand zum Besten, wie er einst Dr. Falke blamiert habe, als er ihn in einem Fledermauskostüm dem Gespött seiner Mitmenschen preisgegeben habe, nachdem beide zuvor einen Maskenball besucht hatten. Seit dieser Zeit trägt Falke den Spitznamen „Fledermaus“. 
Als Frank am anderen Morgen mit noch benebeltem Kopf seinen Dienst als Gefängnisdirektor antritt, fordert er den dem Alkohol verfallenen Zellenschließer Frosch auf, ihm zu berichten, was inzwischen vorgefallen sei. Dieser lässt sich lang und breit darüber aus. Als dann Eisenstein erscheint und seine Strafe antreten will, erfährt er zu seiner großen Verblüffung von Frosch, dass er das doch bereits gestern getan habe. Als Eisenstein sieht, wer da für ihn einsitzt und dann auch noch seine Frau Rosalinde auftaucht, wird ihm schlagartig klar, dass Alfred und seine Frau ein Verhältnis haben. Als er Rosalinde zur Rede stellen will, hält sie ihm die entwendete Taschenuhr unter die Nase und von Eisenstein wird ganz kleinlaut. Kurz darauf trifft die ganze Festgesellschaft mit Prinz Orlofsky und Dr. Falke ein. Falke klärt die Anwesenden auf, dass alles, was die letzten beiden Tage vorgefallen sei die „Rache der Fledermaus“ gewesen sei. Und auch Adeles Wunsch, zur Bühne zu kommen, erfüllt sich noch, denn Prinz Orlofsky verspricht ihr, sie zu fördern.  

## Produktionsnotizen
Produktionsfirma war die Maxim-Film Gesellschaft Ebner & Co (Berlin). Für die Bauten war Ernst Stern verantwortlich. Die Vorlage bildeten die Musik und die Motive von Johann Strauss sowie die Libretti von Richard Genée und Karl Haffner. 
Der Film umfasst 5 Akte, was 2.093 m entspricht. Am 28. Februar 1923 wurde er einer Zensurprüfung unterzogen. Die Uraufführung der Fledermaus fand im März 1923 in den Regina-Lichtspielen in München statt. Am 13. April 1923 wurde er im Alhambra in Berlin erstaufgeführt. Am 23. September 1923 startete er in Finnland. In der Türkei lief er 1923 unter dem Titel Yarasa an, in Dänemark unter dem Titel Flagermusen.